# Джонсон, Гарольд
Га́рольд Джо́нсон (англ. Harold Johnson; 9 августа 1928, Филадельфия — 19 февраля 2015, там же) — американский боксёр полутяжёлой весовой категории. Выступал на профессиональном уровне в период 1946—1971 годов, владел титулом чемпиона мира (1961—1963). Член Международного зала боксёрской славы.

## Биография
Гарольд Джонсон родился 9 августа 1928 года в городе Филадельфия, штат Пенсильвания. Активно заниматься боксом начал во время службы во флоте, дебютировал на профессиональном ринге в июле 1946 года, победив своего соперника нокаутом.
В течение почти трёх лет не знал поражений, одержав 24 победы подряд. Первое в карьере поражение потерпел в апреле 1949 года, единогласным решением судей от Арчи Мура, который впоследствии стал главным соперником в его боксёрской биографии. Несмотря на проигрыш, Джонсон продолжил выходить на ринг, выиграл ещё четыре поединка, в том числе взял верх над таким известным боксёром как Джимми Бивинс, однако в феврале 1950 года снова проиграл, на сей раз нокаутом в третьем раунде Джерси Джо Уолкотту (примечательно, что отец Гарольда Джонсона Фил Джонсон в своё время тоже встречался на ринге с Уолкоттом и так же проиграл ему нокаутом).
После ещё пяти побед Джонсон продолжил своё противостояние с Арчи Муром, встретившись с ним ещё три раза подряд. Все три поединка продлились по десять раундов, в первом победил Мур, во втором Джонсон был лучшим, в третьем снова первенствовал Мур. В 1952 году дважды встречался с Бобом Саттерфилдом, сначала проиграл ему раздельным решением судей, потом нокаутировал его во втором раунде. Кроме того, по очкам победил кубинца Нино Вальдеса. В следующем году раздельным решением выиграл у бывшего чемпиона мира в тяжёлом весе Эззарда Чарльза. Наконец, в 1954 году, имея в послужном списке 47 побед и лишь 5 поражений, Джонсон удостоился права оспорить титул чемпиона мира в полутяжёлой весовой категории, который на тот момент принадлежал Арчи Муру. Пятый поединок между этими двумя боксёрами оказался крайне драматичным, в десятом раунде Джонсону удалось отправить соперника в нокдаун, по итогам тринадцати раундов он вёл по судейским карточкам, тем не менее, Мур смог переломить ход встречи и в четырнадцатом раунде победил техническим нокаутом.
Тогда же Джонсон победил малоизвестного кубинца Хулио Медероса. В 1955 году он вновь боксировал с Медеросом и уже во втором раунде неожиданно потерял сознание, после чего его унесли с ринга на носилках. Тесты показали наличие в крови боксёра барбитуратов. Губернатор Пенсильвании в связи с этим наложил запрет на проведение боксёрских поединков в штате сроком на 114 дней, а также распорядился о проведении проверки Атлетической комиссией Пенсильвании. Джонсон сказал, что почувствовал себя плохо ещё в раздевалке, после того как съел апельсин, принесённый неким человеком, который представился его давним поклонником. Однако химический анализ кусочка апельсина не обнаружил следов барбитуратов или каких-либо других посторонних веществ. Расследование так и не выявило виновного в отравлении Джонсона и не смогло определить способ его отравления. Комиссия постановила, что Джонсон знал о своём неудовлетворительном состоянии и должен был сообщить об этом организаторам боя. В итоге он был отстранён от боёв сроком на шесть месяцев и лишён гонорара за этот бой.
В дальнейшем карьера Джонсона развивалась весьма удачно, он одержал 12 побед подряд, а в 1961 году в поединке с Джесси Броуди завоевал вакантный титул чемпиона мира в полутяжёлом весе по версии Национальной боксёрской ассоциации (ранее титул принадлежал Арчи Муру, но тот был лишён его за проваленную защиту). В рамках первой защиты чемпионского пояса в двух раундах остановил Вона Клэя, затем в рейтинговом бою взял верх над вторым в рейтинге тяжеловесов Эдди Маченом. Второй раз защитил титул в поединке с Эдди Коттоном, который на тот момент занимал четвёртое место в рейтинге полутяжёлого веса.
В 1962 году Джонсон стал абсолютным неоспоримым чемпионом мира в полутяжёлом весе, победив в пятнадцати раундах Дага Джонса. Этот титул он защитил только один раз в поединке против немца Густава Шольца в Германии, лишившись его в июне 1963 года, когда раздельным решением судей проиграл Вилли Пастрано (поскольку организация разделилась, на кону стояли два титула: Всемирной боксёрской ассоциации и Всемирного боксёрского совета). Впоследствии продолжал выходить на ринг вплоть до 1971 года, однако в титульных боях больше участия не принимал. В общей сложности за свою долгую профессиональную карьеру провёл 87 боёв, из них 76 окончил победой (в том числе 32 досрочно) и 11 поражением (5 досрочно).
Включён во Всемирный зал боксёрской славы (1992) и Международный зал боксёрской славы (1993). В 1999 году издательством «Ассошиэйтед Пресс» поставлен на седьмое место в списке величайших боксёров полутяжёлого веса в XX веке. Три года спустя журнал «Ринг» поставил его на седьмую позицию в списке величайших боксёров полутяжёлой весовой категории всех времён, а также включил его в список 80 лучших боксёров за последние 80 лет. В 2012 году включён в Зал спортивной славы Филадельфии.
Умер 19 февраля 2015 года в возрасте 86 лет.